# Задача плоской деформации
Задача плоской деформации — ряд задач, рассматриваемых в теории упругости и теории пластичности. В ней рассматриваются вопросы, отличающиеся по содержанию, но объединенные математическим методом решения.
В задаче о плоской деформации рассматривается частное решение уравнений теории упругости, в котором перемещения {\displaystyle u,v} предполагаются не зависящими от координаты {\displaystyle x_{3}=z}, тогда как {\displaystyle w} не зависит от {\displaystyle x,y}, а его зависимость от {\displaystyle z} может быть линейной:
{\displaystyle u=u(x,y),\quad v=v(x,y),\quad w=ez+w_{0}\qquad (1)}
Очевидным следствием этих предположений является отсутствие напряжений {\displaystyle \tau _{zx},\tau _{yz}}:
{\displaystyle \tau _{zx}=\mu \left({\frac {\partial u}{\partial z}}+{\frac {\partial w}{\partial x}}\right)=0,\quad \tau _{yz}=\mu \left({\frac {\partial v}{\partial z}}+{\frac {\partial w}{\partial y}}\right)=0}
и независимость от z остающихся компонент {\displaystyle \sigma _{x},\sigma _{y},\tau _{xy},\sigma _{z}} тензора напряжений.
Плоская деформация реализуется, например, в призматическом теле, теоретически бесконечной длины, нагруженном поверхностными и объемными силами, перпендикулярными оси z. Тогда все поперечные сечения тела находятся в одинаковых условиях, чем оправдывается задание перемещений в форме (1). Это позволяет вместо рассмотрения всей области, занятой телом, ограничиться рассмотрением его элемента, выделенного двумя поперечными сечениями, расстояние между которыми равно единице. Главный вектор и главный момент относительно оси {\displaystyle x_{3}} внешних сил, приложенных к элементу, по условию должны обращаться в нуль. Исходя из равенств (1) и закона Гука, можно получить значения компонент тензора деформаций.